# For Whom the Beat Tolls
For Whom the Beat Tolls è l'ottavo album in studio del rapper statunitense Canibus, pubblicato nel 2007.

## Tracce
1. For Whom the Beat Tolls – 2:10
2. Harbinger of Light – 3:21
3. Poet Laureate Infinity v003 – 11:05
4. Liquid Wordz (featuring Killah Priest & Sun) – 4:21
5. Father Author, Poor Pauper – 3:25
6. Dreamzzzzz – 4:53
7. Magnum Innominandum – 2:59
8. Layered Prayers – 2:31
9. The Fusion Centre (featuring Vinnie Paz) – 2:24
10. 702-386-5397 – 4:03
11. The Goetia – 3:06
12. Secrets Amongst Cosmonauts – 4:27
13. One Ought Not to Think – 2:20
14. Javelin Fangz – 4:12
15. There Has He Been (featuring K-Solo) – 2:45
16. Poet Laureate Infinity v004 – 11:33